# Octocorallia
Octocorallia vormen een onderklasse van de klasse bloemdieren. Onder andere de zachte koralen en gorgonen vallen hieronder. Een andere, verouderde naam voor deze onderklasse is Alcyonaria.  

## Kenmerken
Hun poliepen bevatten 8 tentakels.

## Orden
- Alcyonacea Lamouroux, 1812
- Helioporacea Bock, 1938
- Pennatulacea Verrill, 1865
- Telestacea Hickson, 1930